# Escuelas Deportivas de Láncara
L'Escuelas Deportivas de Láncara è stata una squadra spagnola di calcio a 5 con sede a Láncara, il cui impianto di gioco era tuttavia ubicato nel capoluogo Lugo.

## Storia
Nota anche come Barcel Euro Puebla per ragioni di sponsorizzazione, la squadra viene fondata nel 1995 nella frazione di Puebla de San Julián; dopo un decennio trascorso nelle categorie minori, nella stagione 2004-05 debutta nella División de Honor, riuscendo a mantenere la categoria. Al termine di una seconda stagione nella massima serie, la società si unisce al Vigo Fútbol Sala per dare vita al Real Club Celta de Vigo Fútbol Sala.

## Rosa 2005-2006
|    | Naz.                | Nome                      | Soprannome | Ruolo     |
| -- | ------------------- | ------------------------- | ---------- | --------- |
| 1  | Spagna (bandiera)   | Javier Arrivi Loureiro    | ARRIVI     | Portiere  |
| 12 | Spagna (bandiera)   | Eduardo Saavedra Cebreiro | EDU        | Portiere  |
| 15 | Spagna (bandiera)   | Óscar López López         | ÓSCAR      | Portiere  |
| 2  | Brasile (bandiera)  | Anderson de Almeida Gomez | PURAO      | Difensore |
| 4  | Spagna (bandiera)   | Julio Neira Pérez         | CHUCO      | Difensore |
| 9  | Paraguay (bandiera) | Carlos Chilavert          | CHILAVERT  | Difensore |
| 11 | Brasile (bandiera)  | André Demetrio da Silva   | INDIO      | Difensore |
| 3  | Spagna (bandiera)   | David Souto Patiño        | JUVE       | Esterno   |
| 5  | Spagna (bandiera)   | Luis Álvarez Coria        | CORIA      | Esterno   |
| 6  | Brasile (bandiera)  | Rodrigo Lima Nicolau      | TATU       | Esterno   |
| 7  | Spagna (bandiera)   | Javier Albes Testa        | ALBES      | Esterno   |
| 8  | Spagna (bandiera)   | Saúl Olmo Campaña         | SAÚL       | Esterno   |
| 14 | Italia (bandiera)   | Sandro Zanetti            | SECO       | Esterno   |
| 10 | Spagna (bandiera)   | Luis Vázquez Rodríguez    | LUIS       | Pivot     |
| 13 | Brasile (bandiera)  | Pedro Gomes Neto          | PEDRINHO   | Pivot     |

Allenatore:  José Mª Pazos - PULPIS